# Gene Colan
Pour les articles homonymes, voir Colan.
Compléments
Blade
Tomb of Dracula
Gene Colan, né dans le Bronx à New York le 1er septembre 1926 et mort le 23 juin 2011 dans le même quartier de la ville de New York, est un dessinateur de l'Âge d'or des comics.

## Biographie
Il a grandi et étudié à New York, obtenant son diplôme de la "George Washington High School" (une école d'État accueillant les étudiants doués dans les arts visuels). Gene a également étudié à la "Art Students League of New York", sous la tutelle du renommé illustrateur Frank Riley, et du célèbre peintre japonais surréaliste et moderne, Kuniashi.[réf. nécessaire] Pendant la Seconde Guerre mondiale, il passa deux ans dans les services spéciaux de l'Army Air Corps aux Philippines, où ses dessins ont éclairé les pages du journal "Manila Times", et remporté de nombreux prix.

### Travaux dans les comics
En 1944, dès son retour aux États-Unis, Gene Colan commence sa carrière officielle dans les comics à la Fiction House comme dessinateur dans Wings Comics. 
Gene Colan cherche à s'installer de façon permanente dans l'industrie du comics, montrant ses travaux à National Periodical Publications et Timely Comics. Stan Lee, directeur de Timely Comics, est suffisamment impressionné pour embaucher Gene Colan au salaire d'environ 60 dollars par semaine.
En 1951, Marvel comics connaît de graves difficultés financières et Gene Colan doit proposer ses talents à d'autres éditeurs (Ziff Davis, Ace Magazines (en), St. John, Lev Gleason, Quality Comics, DC Comics). Pour EC Comics, il dessine l'histoire intitulée Wake parue dans Two-Fisted Tales no 30 en 1952. Au cours de ces années, Gene Colan travaille également en agent libre pour de nombreux journaux indépendants, notamment Creepy et Eerie chez Warren Publishing.
Chez Marvel, Les travaux de Gene Colan sont publiés dans Menace, Mystic, Strange Tales, Tales to Astonish et Journey into Mystery.
Gene Colan travaille ensuite chez DC Comics pendant un moment sur Sea Devils (en) et Hopalong Cassidy.
De retour chez Marvel dans les années 1960, Gene Colan travaille sur Silver Surfer, Iron Man, Sub-Mariner, Captain America et Doctor Strange. Il dessine les aventures de ce personnage à partir du no 172 et succède à Dan Adkins. Chez Marvel, il travaille longtemps avec Marv Wolfman sur Tomb of Dracula, Blade; ils sont particulièrement remarquables sur Daredevil. Colan, en collaboration avec Steve Gerber travaille aussi sur Howard the Duck. 
Dans les années 1980, Gene Colan effectue encore plus de travail chez DC Comics, notamment sur Night Force (en) (de nouveau avec Marv Wolfman) ainsi que sur la remarquable série Nathaniel Dusk (en). C'est sur cette série qu'il utilise pour la première fois le genre révélateur qui consistant à mettre les couleurs directement sur les crayonnés (sans aucun encrage).
Parmi ses travaux chez DC Comics, Gene Colan dessine un arc de Batman (Batman 350-351 & Detective Comics 517) mettant en scène la vampirisation du défenseur de gotham, sous la plume de Gerry Conway.
Il revient ensuite rapidement sur Daredevil et sur la mini-série Curse of Dracula (avec Marv Wolfman) chez Dark Horse.
Gene Colan travaille aussi sur le « comics » accompagnant le film Aliens vs. Predator.
De 1980 à 1985, il participe au projet de roman graphique Detectives Inc. (en), de Don McGregor, chez Eclipse Comics avec Marshall Rogers.

### Autres travaux
La créativité de Gene ne s'est pas restreinte au seul monde du comics. Tout en passant la majeure partie de sa vie à New York, Gene, il y a quelques années, se déplaça dans le Vermont, où il fut membre du Bennington Museum, du Southern Vermont Art Center (Manchester), et du Clark Art Institute (Williamston). Il a également adhéré au Salmagundi Club de New York, qui comprend également des artistes vivant à Chicago, à Paris, ou en d'autres villes étrangères. Gene a enseigné à la School of Visual Arts de Manhattan, ainsi qu'au Fashion Institute of Technology. Gene a fait des apparitions très appréciées à la prestigieuse Bess Cutler Gallery de SoHo (New York), et à la Manchester's Elm Street Arts Gallery, où il tint des conférences sur les comics, le cinéma, et l'art en général.
Il dessine Buffy contre les vampires, Saison huit en 2000 et Blade en 2007.

### Conclusion
La forte impression faite par Gene dans le monde des comics dure depuis de nombreuses années. Non seulement il est étroitement associé à des personnages populaires comme Daredevil, Batman, Captain America, Dracula, Iron Man, Captain Marvel I, Howard the Duck, Wonder Woman, Sub-Mariner et beaucoup d'autres, mais il a également travaillé sur des comics d'autres genres : roman, guerre, crime/détective, western, sci-fi, horreur, humour. Dans chacun de ces genres, Gene été très acclamé par le public. Son style de dessin est original et unique - il ne copie pas, mais s'en remet entièrement à sa propre imagination, très fertile. Son style est immédiatement reconnaissable par sa forme cinématographique, dramatique et rapide ; sa maîtrise de la lumière et de l'ombre ; l'expression et la construction de ses personnages ; enfin, un sens peu commun de l'espace. Gene est également à l'origine de l'usage novateur des finished pencils comme style de dessin. C'est le seul artiste aujourd'hui dont le travail soit souvent édité directement à partir de ses propres crayonnés.

## Récompenses
- 1977 et 1978 : Prix Eagle du comic book humoristique pour Howard the Duck (avec Steve Gerber)
- 1978 : Prix Inkpot
- 2005 : Temple de la renommée Will Eisner
- 2008 : Prix Sparky du Cartoon Art Museum
- 2010 : Prix Eisner du meilleur numéro ou one-shot (Best Single Issue or One-Shot) pour Captain America n°601: Red, White, and Blue-Blood (avec Ed Brubaker).

### Liens
- (en) Site officiel de Gene Colan
- (en) Comic Book Artist #13 (18 février 2001): interview de Gene Colan
- (fr) Gene Colan sur Comics VF